# Nico Dewalque
Nicolas "Nico" Dewalque (Zichen-Zussen-Bolder, 20 september 1945) is een voormalig Belgisch profvoetballer, die vooral bekend is geworden als verdediger van Standard Luik.

## Voetbalcarrière
Nico begon in zijn geboortedorp te voetballen bij FC Zichen alvorens Standard hem wegplukte in 1962.
Dewalque kwam als clubspeler alleen voor Luikse clubs uit in de hoogste afdeling: van 1963-1976 voor Standard Luik en op het einde van zijn carrière voor RFC de Liège (1976-1979).
Voor Standard speelde hij 375 wedstrijden waarvan 374 als titularis. 296 competitiematchen bij Standard en 56 competitiematchen bij FC Liègeois.Hij was als zodanig een vaste waarde in de Luikse defensie. Dewalque scoorde als verdediger 15 doelpunten in competitie en 23 in totaal.
Hij kwam tussen 1967 en 1975 in totaal 33 maal in actie voor het Belgische nationale team, waarvan de deelname aan het WK 1970 in Mexico het hoogtepunt was.

## Na sportcarrière
Dewalque is sinds het einde van zijn voetbalcarrière actief als ondernemer. Het terrein waarop hij actief was, varieerde nogal eens: de bouw, de catering, de schoonmaak, horeca en nog enkele andere gebieden.

## In opspraak
In de loop van 2006 raakte Dewalque als ondernemer ten tweeden male in opspraak, en werd hij veroordeeld wegens frauduleuze praktijken, dit keer tot 18 maanden gevangenisstraf wegens een btw zwendel bij de bouw van een honderdtal huizen. Eerder werd hij veroordeeld voor misdrijven, die verband hielden met de staat van faillissement. Hierbij onttrok hij gelden, zijnde aanbetalingen van klanten, aan een onderneming terwijl deze reeds in staat van faillissement was. Een twintigtal klanten werd hiervan de dupe.